# Gaston Dron
Gaston Dron (n. 19 martie 1924, Clichy, Seine, Franța – d. 13 august 2008, Dreux, Centre, Franța) a fost un ciclist de performanță ce a reprezentat Franța, medaliat olimpic. A participat la o ediție a Jocurilor Olimpice (1948) în care a câștigat o medalie de bronz.

## Participări
Lista de mai jos prezintă principalele competiții la care a participat Gaston Dron de-a lungul carierei.
- cycling at the 1948 Summer Olympics – men's tandem[*]